# Pulenuku
Pulenuku is de naam voor het dorpshoofd van een van de drie atollen van Tokelau. De pulenuku worden om de drie jaar verkozen nadat ze zijn voorgedragen door de Taupulega (Raad der Ouderen), waarin de pulenuku ook steeds zetelt. Elke pulenuku zit ook in de Tokelause regering, maar heeft hier geen portefeuille.
De drie pulenuku uit de periode 2011-2013 zijn:
- Panapa Sakaria (Nukunonu)
- Faafetai Taumanu (Atafu)
- Tinielu Tuumuli (Fakaofo)

Tijdens de ambtstermijn (2010-2011) waren de pulenuku:
- Lino Isaia (Nukunonu)
- Nouata Tufoua (Atafu)
- Tinielu Tuumuli (Fakaofo)